# سیارک ۸۹۰۶
سیارک ۸۹۰۶ (به انگلیسی: 8906 Yano، نامگذاری:1995WF2) هشت هزار و نهصد و ششمین سیارک کشف شده‌است که در ۱۸ نوامبر ۱۹۹۵ کشف شد.
قدر مطلق سیارک برابر ۴۰.۷ است.